# Billaea vicinella
Billaea vicinella là một loài ruồi trong họ Tachinidae.